# 대한민국 우표전시회
대한민국 우표전시회(영어: Korea Philatelic Exhibition, KORPEX)는 1954년부터 매년 개최되고 있는 우표를 주제로 한 대한민국의 박람회이다. 전시회는 과학기술정보통신부 우정사업본부가 주최하고 한국우취연합과 한국우편사업지원단이 주관한다. 2014년까지 매년 7월 말과 8월 초 사이에 5일간에 걸쳐 코엑스에서 행사가 진행되었으나, 2015년에는 대전컨벤션센터에서, 2016년부터는 국립과천과학관에서 실시하고 있다.

## 주요 행사
- 우표작품 전시
- 우표문화강좌
- 우표디자이너 사인회
- 우표경매